# Cronaca del Prete di Doclea
La Cronaca del Prete di Doclea (in croato: Ljetopis popa Dukljanina) è una cronaca medievale commissionata dal bano croato Pavao Šubić, come dimostrano il ritrovamento di un ordine di quest'ultimo e una nota dello stesso autore, e redatta originariamente da un monaco cistercense di origine boema chiamato Ruggero (Roger, Rudger) o Gregorio (Grgur). Fu scritta in due versioni: la prima a Spalato nel 1298 mentre l'autore gestiva le finanze dell'arcivescovo di Spalato, la seconda verso il 1300, mentre era arcivescovo di Antivari. 

## Contenuti
La cronaca, che si sviluppa attorno a un nucleo scritto in antico slavo ecclesiastico, incrementato da un arcivescovo di Antivari con l'intenzione di dimostrare la precedenza della sua arcidiocesi su quella di Spalato, è una delle più antiche fonti storiche scritte per questa regione, ma è sopravvissuta soltanto in diverse redazioni latine tarde (XVI secolo) e largamente divergenti. Una delle fonti del suddetto testo potrebbe essere un'altra cronaca dalmata, l'Historia Salonitana di Tommaso Arcidiacono.
La cronaca comprende sei parti principali:
- I libro sui Goti (Libellus Gothorum o Barski Rodoslov)
- La leggenda di Costantino (una leggenda modificata sulla vita dell'imperatore Costantino)
- Il libro sugli Slavi (Methodius), sull'evangelizzazione degli abitanti di Doclea e sull'organizzazione ecclesiastica
- La Cronaca di Travunia
- L'agiografia di san Vladimiro (la storia del duca Vladimiro e della principessa bulgara Kosara, figlia dello zar Samuele di Bulgaria)
- La storia di Doclea

L'autore tenta di presentare un panorama delle famiglie più influenti nel corso di oltre due secoli, dal X secolo ai suoi giorni, verso la fine del XII secolo. Il testo è suddiviso in 47 capitoli, di dimensioni differenti e di contenuto vario.
Il IX capitolo della Cronaca è intitolato Methodus, o Liber Methodios, e deriva da un testo del 753.

## Valore storico
Gli storici hanno ampie riserve sulla storicità dei fatti narrati, sebbene la Cronaca contenga materiale sulla storia antica degli Slavi meridionali (in particolare dei Serbi e dei Croati). L'opera descrive gli Slavi come un popolo pacifico importato dai sovrani goti, che invasero la Dalmazia nel V secolo, ma non tenta di spiegare come e quando avvenne l'introduzione degli Slavi. Questa tesi contraddice quella del testo bizantino De Administrando Imperio.
La Cronaca menziona anche Svetopeleg (o Svetopelek), l'ottavo discendente degli invasori goti, come il sovrano dei territori delle attuali Croazia, Bosnia ed Erzegovina, Montenegro (Doclea) e Serbia. A lui viene anche attribuita l'evangelizzazione del popolo di Goti o Slavi, attribuzione di pura fantasia. Queste rivendicazioni di un regno unito sono probabilmente un riflesso dell'antica gloria dell'impero della Grande Moravia. Potrebbe anche riferirsi al dominio degli Avari.
La parrocchia dell'autore era presso la sede arcivescovile di Doclea. Secondo le addizioni del vescovo Gregorio nella seconda metà del XII secolo, la metropolia di Doclea si estendeva su buona parte dei Balcani occidentali e aveva come suffraganee le diocesi di Antivari, Budua, Cattaro, Dulcigno, Suacia, Scutari, Drivasto, Pult, Travunia, Zahumlje.
Inoltre, il testo menziona la Bosnia (Bosnam) e la Serbia (Surbia) come due territori serbi, mentre descrive la Dalmazia meridionale Hum/Zahumlje, Travunia e Doclea (buona parte degli attuali Erzegovina e Montenegro, nonché parti della Croazia e dell'Albania) come territori croati, il che si dimostra falso e inconsistente rispetto ad altre opere storiche del medesimo periodo.
L'arcivescovo di Antivari è successivamente nominato come primate di Serbia Primas Serbiae. Ragusa avanzava pretese per essere considerata la capitale ecclesiastica naturale della Dalmazia meridionale, ma le ragioni di Doclea (Antivari) in favore del nuovo status metropolitico erano strenuamente sostenute da motivazioni politiche, soprattutto perché il papa premeva perché la Serbia fosse soggetta a Doclea.
Varie rivendicazioni inesatte, o semplicemente errate, rendono il testo una fonte inattendibile. L'opera è considerata dalla maggior parte degli storici una pura finzione, o un'utopia, ma offre comunque uno sguardo unico sulla storia di questo periodo dal punto di vista delle popolazioni slave autoctone.